# Vojtěch Bradáč
Vojtěch Bradáč (11. července 1913 – 30. března 1947) byl český fotbalový útočník, reprezentant. Člen Klubu ligových kanonýrů.
Zemřel 30.3. 1947 večer v Duchcově na srdeční mrtvici. Archivováno 19. 12. 2021 na Wayback Machine.

## Sportovní kariéra
Na klubové úrovni hrál jako levá spojka především za Slavii Praha, kde je brán za jednu z klubových legend. Byl vynikající střelec ze všech vzdáleností, postavou robustní, dostatečně tvrdý. Do Slávie přišel v roce 1932 z Viktorie Žižkov. V letech 1942 – 44 hrál ligové zápasy za SK Nusle. Později přestoupil do pražské Sparty a svou fotbalovou kariéru zakončil v Duchcově na severu Čech. V lize nastřílel svým soupeřům 165 branek a byl proto později zařazen do Klubu ligových kanonýrů.
Za Československo odehrál 9 zápasů, v nichž vstřelil 5 branek, byl v nominaci na MS 1938.

### Ligová bilance
- První ligové utkání: 30. 11. 1930 Viktoria Žižkov-Bohemians Praha 0:3
- První ligová branka: 1. 3. 1931 Viktoria Žižkov-Meteor Praha 8:1
- Stá ligová branka: 1. 5. 1938 Viktoria Plzeň - Slavia Praha 2:4
- Poslední ligová branka: 9. 6. 1944 SK Nusle-Slavia Praha 3:5
- Poslední ligové utkání: 25. 6. 1944 Bohemians Praha-SK Nusle 9:3

| Ročník  | Zápasy | Góly | Klub            |
| ------- | ------ | ---- | --------------- |
| 1930/31 | 8      | 9    | Viktoria Žižkov |
| 1931/32 | 10     | 8    | Viktoria Žižkov |
| 1931/32 | 6      | 3    | SK Slavia Praha |
| 1932/33 | 2      | 4    | SK Slavia Praha |
| 1933/34 | 6      | 4    | SK Slavia Praha |
| 1934/35 | 8      | 8    | SK Slavia Praha |
| 1935/36 | 23     | 42   | SK Slavia Praha |
| 1936/37 | 3      | 4    | SK Slavia Praha |
| 1937/38 | 11     | 20   | SK Slavia Praha |
| 1938/39 | 12     | 7    | SK Slavia Praha |
| 1939/40 | 7      | 4    | SK Slavia Praha |
| 1939/40 | 4      | 6    | Viktoria Žižkov |
| 1940/41 | 16     | 5    | SK Slavia Praha |
| 1941/42 | 11     | 1    | SK Slavia Praha |
| 1941/42 | 8      | 6    | AC Sparta Praha |
| 1942/43 | 7      | 1    | SK Slavia Praha |
| 1942/43 | 11     | 15   | SK Nusle        |
| 1943/44 | 26     | 14   | SK Nusle        |
| CELKEM  | 179    | 161  |                 |